# Coupe-bordure
Différents outils peuvent être utilisés pour améliorer les bordures d'une surface engazonnée.
Il est possible d'utiliser des outils manuels de type coupe-bordure, en forme de demi-disque tranchant, ou des cisailles à gazon, mais aussi, pour de plus grandes surfaces des outils à moteur thermique  ou moteur électrique.

## Les différents outils

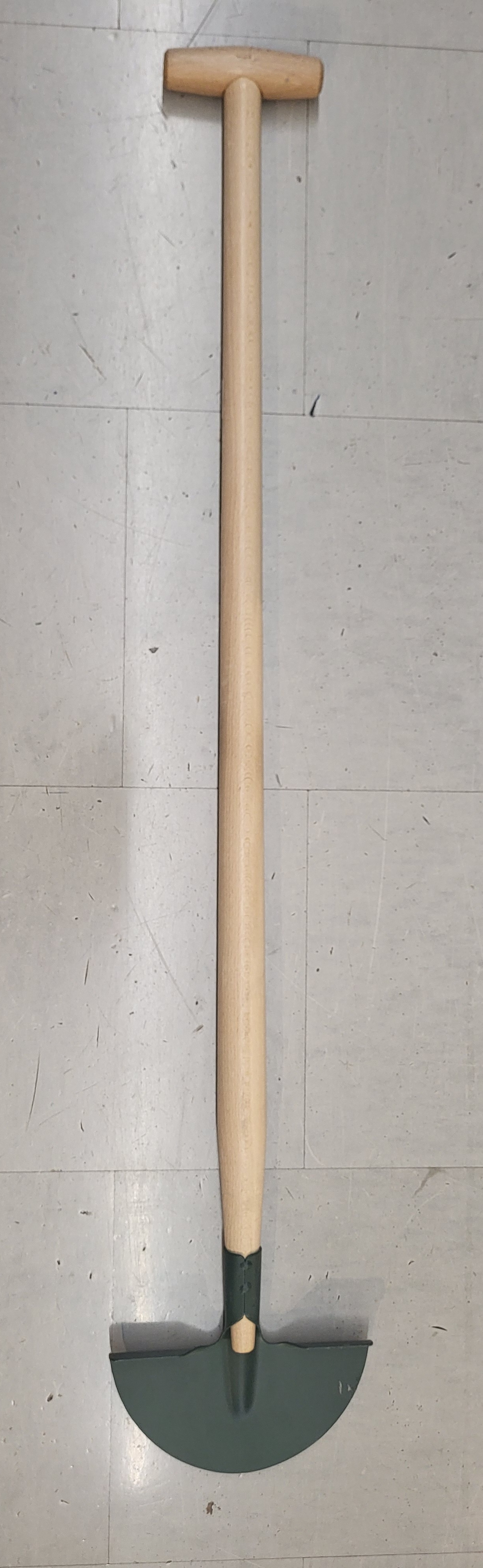
Coupe bordure de jardin.

### Manuels

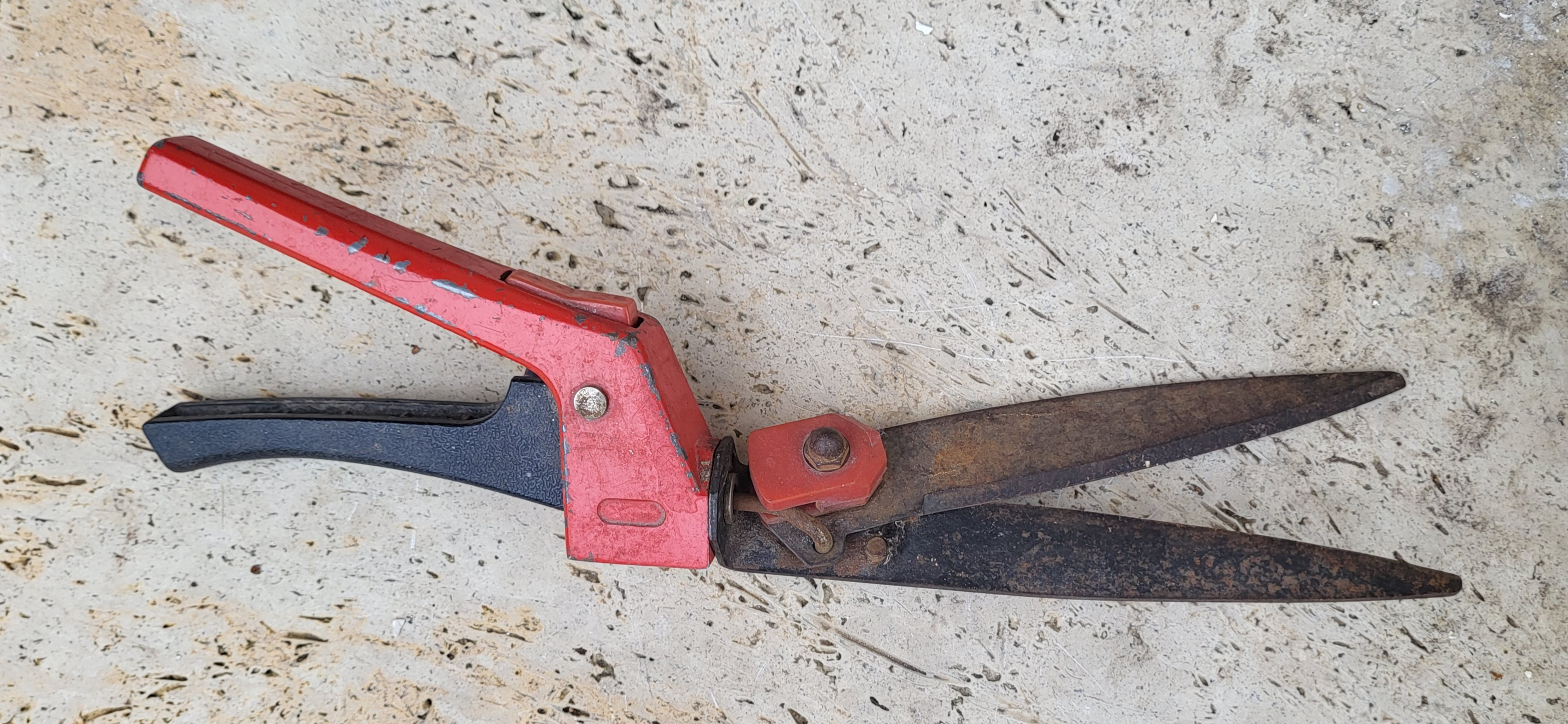
Cisaille à gazon manuelle.

- Le coupe-bordure en demi-lune, ou dresse-bordure, est une sorte de bêche dont la lame métallique tranchante est en forme de demi-disque. Pour obtenir des bordures bien nette on découpe le gazon et la terre attenante en enfonçant l'outil avec le pied puis en opérant un mouvement de gauche à droite. La frange de sol ainsi découpée  est ensuite retirée à la main[1]
- La cisaille à gazon manuelle est formée de deux lames plane horizontales de 12 à 30 cm de long montées sur un manche court ou avec une rallonge extensible permettant alors de rester debout. Les cisailles sont simplement actionnées par la force d'une main[2]. La cisaille à gazon possède un système qui conserve les lames parfaitement horizontales quand on les actionne par un serrement vertical avec la main. Certaines cisailles à gazon ont un angle de coupe orientable qui permet de régler la position du poignet par rapport au mouvement des lames, afin de garantir un meilleur confort d'usage.

Ces deux outils, insonores et précis permettent d'éviter les outils à moteurs plus ou moins bruyants.

### Motorisés

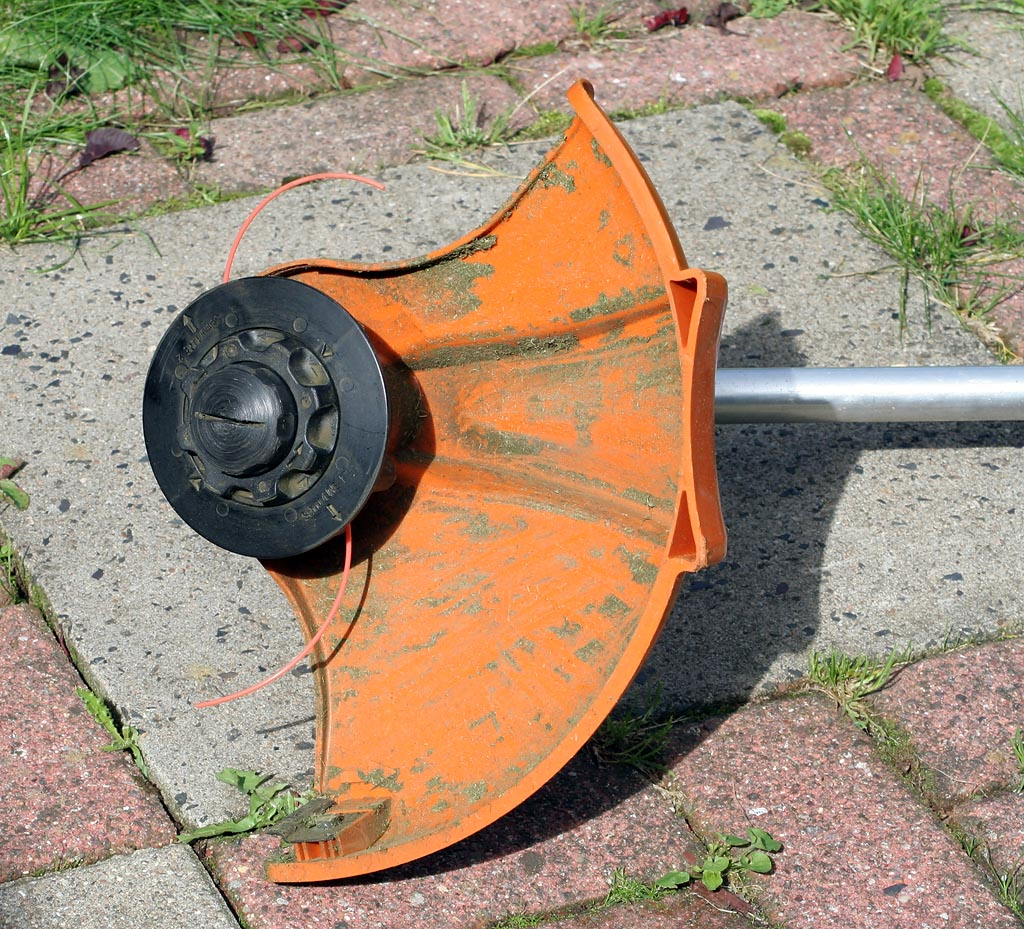
Tête d'un coupe-bordure.

- Le coupe-bordure, aussi appelé rotofil, est un outil de jardinage servant à faucher l'herbe et les mauvaises herbes à l'aide de fils plastiques monofilaments rotatifs plutôt qu'un couteau ou des chaînes[3],[4]. Contrairement à une débroussailleuse, un coupe-bordure n'est pas prévu pour couper des broussailles, car les fils ne sont pas assez résistants et le moteur est moins puissant. Malgré cela, ils peuvent occasionner des dommages importants au collet des arbres et arbustes d'ornement lorsqu'ils sont utilisés sans discernement. Les rotofils peuvent être à moteur thermique ou électrique à fil ou à batterie

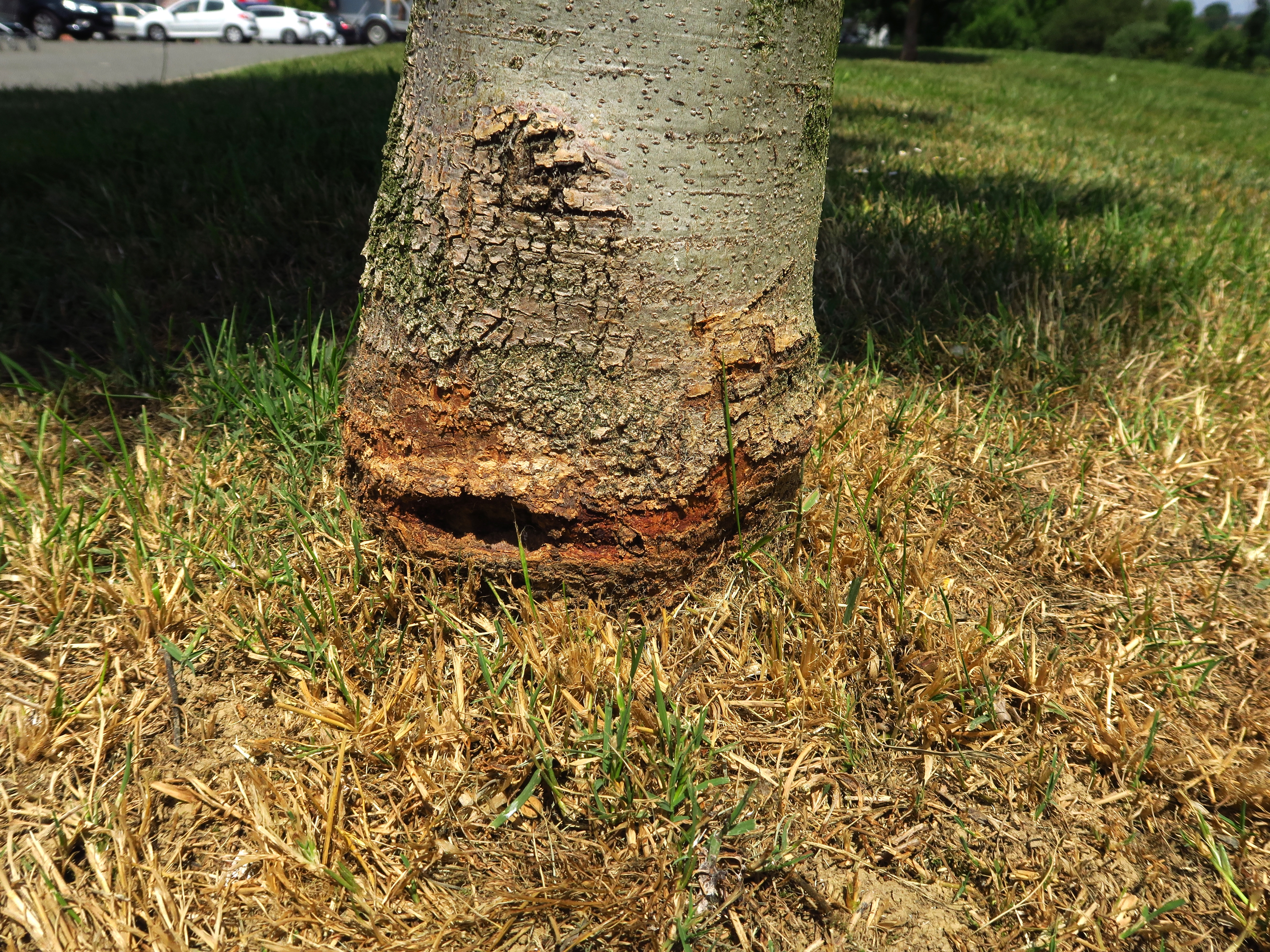
Dommage au collet d'un arbre.

- La cisaille à gazon motorisée est une sorte de taille-haie de petite dimension. Sa barre de coupe comprend une lame mobile équipée de dents trapézoïdales et une lame animée d'un mouvement alternatif très rapide. La lame est aiguisée à l'aide d'un laser ou d'un diamant[2]. Le moteur peut-être thermique ou électrique à fil ou à batterie. Cet outil est relativement dangereux, un dispositif de sécurité interdit son emploi si les deux mains ne sont pas posées sur les poignées.

## Mesures de sécurité
Cette machine doit être équipée d’un dispositif de protection à l’arrière afin d’éviter que des débris ne soient projetés vers l’utilisateur. Ce dispositif consiste en une plaque métallique qui recouvre l’arrière des éléments tranchants, tels que les lames.

### Casque avec protection auditive et visière
Il est obligatoire que l’opérateur porte un casque de protection avec visière ou grille de protection. Par ailleurs, si le terrain contient des objets ou des pierres en vrac, il est fortement recommandé de porter des vêtements ajustés, confortables et résistants afin de se protéger des éventuels impacts dus aux projections.
La partie avant de la machine n’étant pas protégée, il est essentiel de faire très attention aux personnes présentes à proximité. En règle générale, l’opérateur doit s’assurer qu’il n’y a personne à moins de 15 mètres, surtout devant lui.
Il est également conseillé de porter une protection oculaire et auditive, des gants rembourrés avec une surface antidérapante pour une meilleure prise en main, ainsi que des bottes de sécurité avec semelle antidérapante.

## Accessoires
- Tête à fil ou nylon : Un fil résistant (de 1,4 mm à 3 mm) en nylon qui coupe l’herbe facilement grâce à sa rotation à grande vitesse.
- Disque métallique : Bien plus puissant que le fil de nylon, il permet de couper les broussailles et les grandes herbes. Ces disques peuvent avoir de 3 à 22 dents, les plus grands étant capables de couper du bois.
- Tronçonneuse d’élagage : Lame de tronçonneuse fixée à l’extrémité de la débroussailleuse, utilisée pour couper des branches.
- Taille-haies
- Scie ou ébrancheur denté : Pour couper des arbustes et des branches.

Avant l’invention et l’adoption des débroussailleuses motorisées, dans les zones où l’utilisation d’un coupe-bordure était peu pratique ou trop coûteuse, les herbes étaient coupées manuellement à l’aide d’une faux ou d’une faucille.